# Пирджахан
Пирджахан (азерб. Pircahan) — село у Лачинському районі Азербайджану. Село розташоване за 21 км на північний захід від районного центру, міста Лачина, поруч з селами Сеїдлер, Бюлюльдюз та Аликулу.
З 1992 по 2020 рік було під Збройні сили Вірменії окупацією і називалось Ґохтанік (вірм. Գողթանիկ), входячи в Кашатазький район невизнаний Нагірно-Карабаська Республіка. 1 грудня 2020 в ході Другої карабаської війни села було звільнено Збройні сили Азербайджану. (вірмени трактують це як окупацію).